# Chorwacka Partia Obywatelska
Chorwacka Partia Obywatelska (chorw. Hrvatska građanska stranka, HGS) – chorwacka prawicowa partia polityczna działająca głównie na terenie Dalmacji.

## Historia
Partia powstała 25 września 2009 w Splicie z inicjatywy Željka Keruma, przedsiębiorcy, który kilka miesięcy wcześniej jako kandydat niezależny wygrał wybory na urząd burmistrza Splitu. Przed wyborami parlamentarnymi w 2011 HGS zawarła koalicję z Chorwacką Wspólnotą Demokratyczną w dwóch okręgach wyborczych w Dalmacji. W wyniku głosowania z 4 grudnia 2011 dwóch przedstawicieli partii uzyskało mandat poselski do Zgromadzenia Chorwackiego.